# Koejoesajcultuur
De Koejoesajcultuur (Turkmeens: Guýisaý medeniýeti, Russisch: Куюсайская культура, Engels: Kuyusay culture) was een archeologische cultuur van de vroege ijzertijd (7e- 4e eeuw v.Chr.) in het gebied van de oude Sarygamysj-delta van de Amu Darja  op het grondgebied van het moderne Turkmenistan.
De cultuur werd vernoemd naar de nederzetting Koejoesaj-2 (provincie Daşoguz van Turkmenistan), ontdekt door Boris Andrianov in 1953, en onderzocht door Bella Weinberg in 1970-71. Op basis van de vondsten van deze nederzetting en de begraafplaatsen van Toemek-Kichidzjik en Tarymkaja identificeerde Weinberg een afzonderlijke Koejoesajcultuur.

## Opkomst en verbondenheid
De Sarygamysj-regio werd na het neolithicum vanwege de ongunstige omgevingsomstandigheden niet meer bewoond. In de vroege ijzertijd werd het opnieuw ontwikkeld door groepen mensen met vermoedelijk verschillende etnoculturele oorsprongen.
Al in de 8e eeuw v.Chr. vonden er periodiek waterdoorbraken plaats vanuit de Amu Darja naar de zuidelijke kanalen van de Sarygamysj-delta (Zuidelijk en Midden-Daoedan). Blijkbaar niet later dan het einde van 8e eeuw v.Chr. werd via deze een constante stroom naar het Sarygamysj-meer tot stand gebracht. Tegelijkertijd werd de stroom langs de zuidelijke Aktsja Darja-delta (de rechteroever van de Amu Darja) aanzienlijk verminderd, wat de belangrijkste reden was voor het vertrek uit dit gebied van de bevolking die de oase tijdens de Amirabadcultuur van de late bronstijd bewoonde. Gedurende deze periode werden de voorheen verlaten oevers van de deltakanalen in de Sarygamysj-regio bevolkt.
Veranderingen in het waterregime van de Amu Darja in het eerste derde deel van het 1e millennium v.Chr. leidden niet alleen tot de overstroming van het grondgebied van de linkeroever van Chorasmië (de Sarygamysj-delta), maar ook tot radicale veranderingen in de economie. Naast veranderingen in de hydrografische situatie werd deze ook veroorzaakt door een krachtige culturele impuls vanuit de zuidelijke regio's van Centraal-Azië, voornamelijk vanuit de Murghab-delta. In de 8e tot eerste helft 7e eeuw v.Chr. verspreidde de pastoraal-agrarische Koejoesajcultuur, gecorreleerd met de eerste fase van de vroege ijzertijd van Chorasmië, zich over dit gebied.
Onderzoeksresultaten tonen aan dat in de 8e-7e eeuw v.Chr. een nieuwe etnische groep, verschillend van de inheemse bevolking, naar het grondgebied van de Chorasmië-oase verhuisde; zonder genetische banden met de pastorale stammen van de Amirabadcultuur die hier in de voorgaande periode leefden.
De overgeleverde epische traditie vertelt van de hardnekkige strijd om Parthia die plaatsvond tussen de Meden en de Saken, en de gewapende Koejoesajcultuur zou mogelijk een van de componenten van de nomadische Saken-confederatie kunnen vertegenwoordigen. Dit betekent echter niet dat deze rechtstreeks tot de Sakische stammen behoorden. Weinberg merkte op dat de Koejoesajcultuur merkbaar verschilde van de reeks sites die als Sakisch zijn geclassificeerd.
Sergej Bolelov onderscheidde door archeologische en antropologische gegevens twee fundamenteel verschillende bevolkingsgroepen ter linkerzijde van de Amu Darja, welke op geen enkele manier verbonden waren met de culturen van de bronstijd: de Sarygamysj-Saken en de Koejoesaj. Op basis hiervan stelde hij voor om de eerste fase van de vroege ijzertijd in Chorasmië de Sako-Koejoesajcultuur te noemen. Blijkbaar verschenen tegelijkertijd ook groepen Saken op de rechteroever van de Amu Darja, in de regio van de Toejamoejoen-bocht van Zuid-Chorasmië, welke grafheuvels achterlieten in de Mesjekli-begraafplaats.
Het samenleven van twee fundamenteel verschillende, maar mogelijk verwante bevolkingsgroepen op een relatief klein gebied (de Koejoesajcultuur-nederzetting ligt enkele kilometers van de Sako-Tsjaga-heuvel) binnen het raamwerk van een enkel en onderling verbonden economisch systeem, leidde in de Sarygamysj-regio tot de vorming van een Sako-Koejoesaj culturele en economische gemeenschap.
Volgens sommige versies migreerden de dragers van de Koejoesajcultuur vanuit het gebied op de kruising van de Dehistancultuur en de Jazcultuur (Zuid-Turkmenistan en Noord-Iran), volgens anderen ontwikkelde de cultuur zich op basis van de fusie van de lokale Sakisch-Massagetische cultuur en migranten die geassocieerd waren met de landbouwculturen van de zuidwestelijke regio's van Centraal-Azië.
De archeologische complexen van Chorasmië liggen dicht bij de gelijktijdige complexen van Noord-Bactrië, Margu en Sogdië, wat een genetische verbinding suggereert tussen de dragers van de archaïsche cultuur van Chorasmië en vertegenwoordigers van de kring van de handgevormd geschilderd keramiekculturen uit de laatste fase van de bronstijd. Bovendien toont de afwezigheid van sites uit de Jaz-I-periode op het grondgebied van Chorasmië dat de hervestiging van de "Chorasmiërs" plaatsvond in de beginperiode van Jaz-II. Bovendien was het alleen dankzij de vondsten van pijlpunten mogelijk om het Jaz-II-complex in de nederzetting Koejoesaj-2 eenduidig te identificeren.
Het antropologisch materiaal bevat een dolichocraniale component, bekend uit bronstijd-sites van Zuid-Turkmenistan.

## Nederzettingen en levenswijze
De Koejoesajcultuur karakteriseerde duidelijk een van de groepen vroege nomadische stammen die directe buren waren van sedentaire oases tijdens de vroege ijzertijd. De economie was gebaseerd op veeteelt (voornamelijk runderen, paarden en kamelen) en op zelfvoorzienende, door regen gevoede landbouw.
De Koejoesaj-bevolking leefde in onversterkte nederzettingen in half-uitgegraven of in bovengrondse framegebouwen. De bovengrondse huizen hadden een pijlerconstructie, met muren van twijgen bedekt met klei, wat duidt op een manier van leven die fundamenteel verschilde van de sedentaire boeren in het zuiden, die in duurzame huizen van leemsteen woonden. Ook het handgevormde aardewerk verschilde van de zuidelijke culturen, inclusief vormen met ronde bodem. Kenmerkende wapens waren ijzeren messen en bronzen pijlpunten.
Het lokale aardewerk was handgevormd, meestal rood of roodbruin van kleur, en gemagerd met een mengsel van chamotte en soms gemalen schelpen. Tegelijkertijd werden tijdens opgravingen zowel grijs aardewerk uit de cultuur van het oude Dahistan als potvormig vaatwerk uit het gebied van de Jazcultuur gevonden. Dit duidt op nauwe culturele banden, waardoor de Koejoesajcultuur gesynchroniseerd kan worden met de sites in het zuiden. Tegelijkertijd laten de tijdens opgravingen verkregen archeologische materialen duidelijke parallellen in de begraafplaatsen van de beneden-Syr Darja zien, en tonen de oostelijke richting van de culturele banden van de Sarygamysj-bevolking.
Er zijn voorbeelden van ambachtelijke productie gevonden. Volgens de archeologische gegevens was er in deze periode geen merkbare sociale differentiatie van de samenleving.
Als resultaat van een krachtige culturele impuls vanuit de zuidelijke landbouwgebieden van Centraal-Azië (voornamelijk Margu), veranderde tegen de 7e eeuw v.Chr. het economische systeem aan de benedenloop van de Amu Darja, en een proces van verstedelijking begon. In het zuidelijke deel van de linkeroever van Chorasmië (Choemboez Tepe), en vervolgens op het grondgebied van de Sarygamysj-delta, verschenen keramische ovens en de pottenbakkersschijf, en de constructie van geformatteerde leemstenen werd beheerst. De eerste irrigatiestructuren dateren uit dezelfde tijd. Uiterlijk rond de eeuwwisseling van de 7e-6e eeuw v.Chr. ontstond in de meest dichtbevolkte regio van Chorasmië, de Sarygamysj-delta van de Amu Darja, een groot stedelijk of proto-stedelijk centrum: de site van Kjoezeli-Gyr, die vermoedelijk het centrum was van de historische en culturele regio vóór de verovering van Chorasmië door de Achaemeniden.
In de 5e - 4e eeuw v.Chr. maakte Chorasmië deel uit van de Achaemenidische staat, maar al snel ontstond er een onafhankelijke vroege staatsvorming aan de benedenloop van de Amu Darja. Parallel aan dit proces werd in de Amu Darja-delta een uniek archeologisch complex (het oude Chorasmië) gevormd, dat enerzijds genetisch verbonden was met de eerdere traditie uit de vroege ijzertijd (Dingildzjin-stadium), en anderzijds duidelijk beïnvloed was door de late Achaemenidische culturele traditie.

## Periodisering
De eeuwwisseling van de 7e-6e eeuw v.Chr. wordt gezien als het begin van de tweede periode van de vroege ijzertijd in Chorasmië, in de archeologische literatuur vaak de archaïsche periode genoemd. Deze was verdeeld in twee fasen: vroeg: Kjoezeli-Gyr (de eeuwwisseling van de 7e tot de 6e - begin 5e eeuw v.Chr.), en laat: Dingildzjin (2e helft 5e - begin 4e eeuw v.Chr.).
Het vroege stadium werd vertegenwoordigd door enkele begravingen (uitgestrekt op de rug, meestal met het hoofd naar het westen) in ondiepe ovale putten, soms bedekt met rieten vloeren op houten palen onder kleine grafheuvels. Er werden begrafenissen op grondniveau en lijkverbrandingen aangetroffen. In een later stadium was het begraven van gereinigde botten in ossuaria onder grafheuvels wijdverbreid, wat mogelijk wijst op de invloed van het zoroastrisme. Tot de grafgiften behoren delen van paardentuig, enkelsnijdende ijzeren messen, en enkelvoudige (zelden twee) bij het hoofd geplaatste vaten. Bij vrouwenbegrafenissen waren er graanmolens, slijpmachines en enkele sieraden van brons en halfedelstenen.